# ریو هه رین
ریو هه رین (کره‌ای: 류혜린؛ زادهٔ ۲۴ اکتبر ۱۹۸۴) بازیگر و مدل اهل کره جنوبی است.

## فیلم‌شناسی

### فیلم
| سال  | عنوان             | نقش                       |
| ---- | ----------------- | ------------------------- |
| ۲۰۱۰ | نوازش باد         | مین جونگ                  |
| ۲۰۱۱ | سانی              | عضو گروه گرلز جنریشن      |
| ۲۰۱۳ | جوانه لوبیا       | میونگ جا                  |
| ۲۰۱۴ | مسابقه بزرگ       | دختر توییتر               |
| ۲۰۱۵ | بهشت خیالی        | چو هی                     |
| ۲۰۱۶ | فمیلی هود         | کارآموز شرکت سرگرمی جویون |
| ۲۰۱۷ | اپراتور ضربان قلب | نا جونگ                   |
| ۲۰۱۸ | خواب طلایی        | زن صدف خوراکی             |
| ۲۰۱۹ | مای باسی گرل      | اون جونگ                  |
| ۲۰۲۰ | چشم مادام         | کارمند                    |

### مجموعه تلویزیونی
| سال  | عنوان                          | نقش             | منابع  |
| ---- | ------------------------------ | --------------- | ------ |
| ۲۰۱۲ | تولد یک خانواده                | بک جی وون       | [ ۳ ]  |
| ۲۰۱۳ | هیولا                          | طرفدار سول چان  | [ ۴ ]  |
| ۲۰۱۳ | دراما فستیوال ۲۰۱۳: فرار خوکی  | خدمتکار بو یونگ | [ ۵ ]  |
| ۲۰۱۴ | دزدیدن قلب                     | هوا سوک         | [ ۶ ]  |
| ۲۰۱۴ | کشاورز مدرن                    | دختر دبیرستانی  | [ ۷ ]  |
| ۲۰۱۴ | عشق معتبر                      | جونگ سو یونگ    | [ ۸ ]  |
| ۲۰۱۶ | دابلیو                         | سون می          | [ ۹ ]  |
| ۲۰۱۷ | مدیر خوب                       | بینگ هی جین     | [ ۱۰ ] |
| ۲۰۱۷ | دو پلیس                        | خانم بونگ       | [ ۱۱ ] |
| ۲۰۱۸ | رادیو عاشقانه                  | ترنیدو          | [ ۱۲ ] |
| ۲۰۱۸ | داری دیوونم می‌کنی              | کانگ جی این     | [ ۱۳ ] |
| ۲۰۱۸ | خنده در وایکیکی                | جین جو          | [ ۱۴ ] |
| ۲۰۱۸ | قهوه                           | پارک آه روم     | [ ۱۵ ] |
| ۲۰۱۹ | تسخیرشده                       | هه رین          | [ ۱۶ ] |
| ۲۰۱۹ | وقتی شیطان نامت را فرا می‌خواند | جونگ هه وون     | [ ۱۷ ] |
| ۲۰۲۰ | حالت چطوره نان                 | نویسنده لی      | [ ۱۸ ] |
| ۲۰۲۰ | بازی به سوی صفر                | لی یون هوا      | [ ۱۹ ] |
| ۲۰۲۰ | کارآگاه زامبی                  | شمن             | [ ۲۰ ] |
| ۲۰۲۱ | پلی‌لیست بیمارستان ۲            | مادر سونگ وون   | [ ۲۱ ] |
| ۲۰۲۲ | فردا                           | کلاهبردار       |        |

## تئاتر
| سال  | عنوان         | عنوان کره‌ای | نقش  | منابع  |
| ---- | ------------- | ----------- | ---- | ------ |
| ۲۰۲۲ | فروشگاه عمومی | 복길잡화점  | سوری | [ ۲۲ ] |

## جوایز و نامزدی‌ها
| مراسم جوایز                      | سال  | دسته              | نتیجه | منابع  |
| -------------------------------- | ---- | ----------------- | ----- | ------ |
| 3rd Theatrical Enthusiasm Awards | ۲۰۱۱ | جایزه تازه‌کار سال | برنده | [ ۲۳ ] |
| جوایز فستیوال تئاتر سئول         | ۲۰۱۵ | جایزه تازه‌کار سال | برنده | [ ۲۴ ] |